# Communauté de communes Saint Affricain, Roquefort, Sept Vallons
La communauté de communes Saint Affricain, Roquefort, Sept Vallons  est, à partir du 1er janvier 2017, une communauté de communes française située dans le département de l'Aveyron, en région Occitanie.

## Historique
Cette communauté de communes naît de la fusion, le 1er janvier 2017, de la communauté de communes du Saint-Affricain et de la communauté de communes des Sept Vallons. Son siège est fixé à Vabres-l'Abbaye.
Le 1er janvier 2018, les communes de  La Bastide-Solages, Brasc et Montclar rejoignent la communauté de communes du Réquistanais.

## Territoire communautaire

### Composition
La communauté de communes est composée des 14 communes suivantes :

| Nom                     | Code Insee | Gentilé          | Superficie (km2) | Population (dernière pop. légale) | Densité (hab./km2) |
| ----------------------- | ---------- | ---------------- | ---------------- | --------------------------------- | ------------------ |
| Vabres-l'Abbaye (siège) | 12286      | Vabrais          | 41,36            | 1 209 (2022)                      | 29                 |
| Calmels-et-le-Viala     | 12042      | Calvialais       | 23,2             | 186 (2022)                        | 8                  |
| Coupiac                 | 12080      | Coupiagais       | 24,72            | 358 (2022)                        | 14                 |
| Martrin                 | 12141      | Martinols        | 23,31            | 234 (2022)                        | 10                 |
| Plaisance               | 12183      | Plaisançois      | 14               | 221 (2022)                        | 16                 |
| Roquefort-sur-Soulzon   | 12203      | Roquefortais     | 17,03            | 502 (2022)                        | 29                 |
| Saint-Affrique          | 12208      | Saint-Affricains | 110,96           | 7 924 (2022)                      | 71                 |
| Saint-Félix-de-Sorgues  | 12222      | Saint-Féliciens  | 31               | 193 (2022)                        | 6,2                |
| Saint-Izaire            | 12228      | Saint-Izariens   | 34,48            | 318 (2022)                        | 9,2                |
| Saint-Jean-d'Alcapiès   | 12229      |                  | 8,62             | 223 (2022)                        | 26                 |
| Saint-Juéry             | 12233      | Saint-Juériens   | 29,01            | 276 (2022)                        | 9,5                |
| Saint-Rome-de-Cernon    | 12243      | Saint-Romains    | 37,88            | 961 (2022)                        | 25                 |
| Tournemire              | 12282      | Tournemirois     | 8,91             | 420 (2022)                        | 47                 |
| Versols-et-Lapeyre      | 12292      | Verpeyrais       | 27,95            | 419 (2022)                        | 15                 |

### Démographie
| 1968   | 1975   | 1982   | 1990   | 1999   | 2010   | 2015   | 2021   |
| ------ | ------ | ------ | ------ | ------ | ------ | ------ | ------ |
| 14 366 | 14 099 | 14 330 | 13 608 | 12 975 | 13 791 | 13 887 | 13 559 |

## Administration

### Siège
Le siège de la communauté de communes est situé à Rue du Quai, 12400 Vabres-l'Abbaye, tandis que son siège administratif est situé 1 rue Henri Michel - Site hôtel d’entreprises - Bâtiment Occitan, entrée Coupole - 12400 Saint-Affrique.

### Les élus
Le conseil communautaire de la communauté de communes Saint Affricain, Roquefort, Sept Vallons se compose de 37 conseillers représentant chacune des communes membres et élus pour une durée de six ans.
Ils sont répartis comme suit :
| Nombre de conseillers | Communes               |
| --------------------- | ---------------------- |
| 18                    | Saint-Affrique         |
| 4                     | Vabres-l'Abbaye        |
| 3                     | Saint-Rome-de-Cernon   |
| 2                     | Roquefort-sur-Soulzon  |
| 1 (+ 1 suppléant)     | les 10 autres communes |

### Présidence
| Période                                  | Période  | Identité         | Étiquette | Qualité                                                                                           |
| ---------------------------------------- | -------- | ---------------- | --------- | ------------------------------------------------------------------------------------------------- |
| 2017                                     | 2020     | Alain Fauconnier | PS        | Maire de Saint-Affrique (2001 → 2020), Sénateur (2008 → 2014)                                     |
| 2020                                     | En cours | Sébastien David  | LR        | Maire de Saint-Affrique (2020 → ), Conseiller départemental du canton de Saint-Affrique (2015 → ) |
| Les données manquantes sont à compléter. |          |                  |           |                                                                                                   |

### Régime fiscal et budget
Le régime fiscal de la communauté d'agglomération est la fiscalité professionnelle unique (FPU).